# Teletaxi TV

Cobertura comarcal de TDT de Teletaxi TV

Teletaxi TV fou una cadena de televisió propietat del Grup TeleTaxi que emetia al Baix Llobregat, el Vallès i el Camp de Tarragona.
Alguns programes destacats van ser El Jaroteo, presentat per Justo Molinero i Araceli González, Qui és Qui?, espai d'entrevistes presentat per Justo Molinero, Tot Barça i Línia 9, debat polític moderat per Miquel Miralles. La resta de la programació es basava en videoclips musicals i programes de televenda.
Els seus presentadors mes emblemàtics Javier Estrada, Lorena Castell, Anna Simón, Juan Carlos Puente, Robert Espada, Cesar Jauregui.
Teletaxi TV va deixar d'emetre el 16 de juny de 2015. Després de perdre la llicència d'emissió a Sabadell, el grup va decidir apagar les emissions a la resta de zones de la seva cobertura, el Baix Llobregat i el Tarragonès, on emetia la seva programació pel canal assignat a Canal Reus TV fruit d'un acord amb aquesta.

## Freqüències digitals
- Canal 45 UHF: Vallès Occidental.
- Canal 53 UHF: Baix Llobregat.
- Canal 54 UHF: Tarragonès, Alt Camp i Conca de Barberà.